# Leptomeria penduliflora
Leptomeria penduliflora är en tvåhjärtbladig växtart som beskrevs av H.J. Hewson. Leptomeria penduliflora ingår i släktet Leptomeria och familjen Amphorogynaceae. Inga underarter finns listade i Catalogue of Life.